# Notophyllum imbricatum
Notophyllum imbricatum är en ringmaskart som beskrevs av John Percy Moore 1906. Notophyllum imbricatum ingår i släktet Notophyllum och familjen Phyllodocidae.
Artens utbredningsområde är havet kring Nya Zeeland. Inga underarter finns listade i Catalogue of Life.